# Castor Cracking Group
Castor Cracking Group (CCG) var en svensk demogroup som var aktiva under åren 1986 - 1988 på ZX Spectrum. De var en av de första demogrupperna för ZX Spectrum med deras Castor Intro tidigt 1986.
Namnet kommer från Castor i konstellationen Tvillingarna, och trots att ordet "crack" är med i namnet har gruppen, enligt dem själva, aldrig knäckt någon mjukvara.
Tekniskt sett var deras demos inte så avancerade, där många utvecklades i BASIC och kompilerades innan de släpptes. De var dock väldigt tidiga på demoscenen.

## UK Lead
UK Lead var det namn gruppen använde för deras mer seriösa projekt. De enda två projekten som släpptes var Spectrum Juggler och 99Y.

## Medlemmar
- Staffan "Cobra" Vilcans (senare "Ralph 124C41+")[3]
- Martin "DoWN" Vilcans (the Dragon of Winter Night[4] (tidigare "Marulk")[5])
- Johan "Heradotos" Forslund (C64)

## Lista på demon

### Demon
- Castor Intro (1986)
- Castor Intro 2 - Trap Door (1987)
- Castor Intro 3 - Ocean (1987)
- Castor Intro 4 - Balls (1987)
- Castor Intro 5 - Boing Boomchack (1987)
- Castor Intro 6 - Monster Banquet (1987)
- Castor Intro 7 - never made
- Castor Intro 8 - Dan There (1987)
- Castor Intro 9 - Move That Army (1987)
- Castor Intro 10 - Auf Wiedersehen Castor (1988)
- Spectrum Juggler (1987) (under namnet UK Lead).

### Musikdemon
- Don't Stop the Music (1987)
- 128 Demo
- 128 Music (1987)
- 128 Music II (1987)

### Spel
- 99Y - (under namnet UK Lead)

### Logo
- Phat (2001), andra plats i Phat Logo Competition[6]